# شهرستان وسترنورلاند
شهرستان وسترنورلاند (به سوئدی: Västernorrlands län) یکی از شهرستان‌های کشور سوئد است که در شمال این کشور واقع شده است و با شهرستان‌های گولبوری، یمتلاند، وستربوتن و خلیج بوتنی مرز مشترک دارد.
مرکز این شهرستان شهر هرنوسند است.